# 帕林博特河
46°36′32″N 6°48′59″E / 46.608809°N 6.816349°E
帕林博特河是瑞士的河流，位於該國西部，流經弗里堡州和沃州，屬於布羅耶河的左支流，河道全長7公里，流域面積8平方公里，發源自埃塞爾特，河口處在埃居布朗附近。